# Sediánszky Nóra
Sediánszky Nóra (Zebegény, 1970. május 3. –) magyar dramaturg és színházi rendező, műfordító, író. Bátran kísérletezik irodalmi anyagokkal, különböző műfajú zenékkel szellemi, művészi társításokat, asszociációkat hozva létre, gyakran felolvasó színház formájában.

## Élete
Édesapja Sediánszky János rádiós újságíró, édesanyja Matula Ágnes Kazinczy-díjas szerkesztő. Szülei szerint a különböző kultúrák megismerésének leghatékonyabb módja a nyelvtanulás, így ő maga is beszél olaszul, angolul és franciául is.
A budapesti Szilágyi Erzsébet Gimnáziumban 1988-ban érettségizett.
Előbb a Pécsi Tudományegyetemen, majd az ELTE magyar-olasz szakán tanult. 2000-ben a Színház- és Filmművészeti Főiskola színháztudományi szakán – Osztovits Levente osztályában – is diplomát szerzett. Szakdolgozatát Egy mítosz születése: a Don Juan-történet kialakulása és megvalósulási formái a XVII. században, különös tekintettel A sevillai szédelgőre címmel írta. 2016-ban doktori értekezését készíti, aminek témája a velencei színház.
Már főiskolásként, 1998-tól három évet dolgozhatott Valló Péter mellett a Radnóti Miklós Színházban, ezt követően egy évadot a Vígszínházban, egyet pedig a tatabányai Jászai Mari Színházban töltött. 2003-ban már feltűnt a neve, de 2004–2011 között már a nyíregyházi Móricz Zsigmond Színház társulatának tagja volt dramaturgként. 2011-től szabadúszó volt. 2016. február 25-től Kirják Róbert ügyvezető felkérésére a nyíregyházi Móricz Zsigmond Színház művészeti tanácsadója.
Dolgozott többek között a Stúdió K Színházban, a Zsámbéki Színházi és Művészeti Bázison is.
Szinte állandó dramaturgja, alkotótársa Koltai M. Gábornak, de Ladányi Andreával, Tasnádi Csabával vagy Tóth Miklóssal is gyakran dolgozik együtt. Minden műfaj, művészeti ág érdekli. A Dühöngő című darabot John Osborne, a Tempefőit Csokonai nyomán írta. Megihlette már többek között Alfred de Musset, George Sand, Viszockij, Giacomo Casanova, Guillaume Depardieu élete, de írt darabot Jászai Mariról is. Rendezőként a Dumas műve nyomán, általa színpadra írt Kaméliás című darabban mutatkozott be.
2012 januárjától Mesterházy Fruzsinával és Csikós Attilával közösen egy alternatív színházi műhelyt működtetett, a Sötétkamrát, a VII. kerületi Sufni G’Art’N szórakozóhelyen. A hely bezárása után, 2013-ban Szöllősi Mátyás ötlete alapján, vele közösen a Szimpla kertben kezdtek felolvasó színházi sorozatba és négyen megalapították a Szimpla Színházat. Az előadások helyszíneként szolgált például a Bajor Gizi Színészmúzeum, a Műcsarnok, a Trafó Kontra Klubja vagy a Púder Bárszínház is. 2014 őszétől a tematikus – a magyar és világirodalom klasszikusainak átirataival, újragondolásával foglalkozó – „Nagyítás estek” befogadója a Hunnia Bisztró lett. Számos előadást a Tilos Rádió élőben is közvetített, mely műsorokban Sediánszky Nóra szerkesztőként is közreműködött.
A Színházi adattárban regisztrált bemutatóinak száma 2017. április 23-i lekérdezéskor: szerzőként 13, fordítóként 12, rendezőként 3 és dramaturgként 87.
Több évig tanított a veszprémi Pannon Egyetem színháztudományi szakán, illetve később a Színház- és Filmművészeti Egyetemen vágóknak tartott vendégkurzust.

## Művei

### Dramaturgként
- Dosztojevszkij: Fehér éjszakák (dunaújvárosi Bartók Kamaraszínház, Budapesti Kamaraszínház Ericsson Stúdió, 1999)[14]
- Carlo Goldoni: Mirandolina (Radnóti Miklós Színház, 2000,[15] Vörösmarty Színház, 2013[16])
- Christopher Hampton: Emberbarát (Budapesti Kamaraszínház Ericsson Stúdió, Dunaújvárosi Bartók Kamaraszínház, 2000)[17][18]
- Tempefői (Csokonai Vitéz Mihály művei nyomán Koltai M. Gáborral, 2005)[19][20]
- Weöres Sándor: A kétfejű fenevad (Móricz Zsigmond Színház, 2007)[21]
- Reginald Rose, Hamvai Kornél: Tizenkét dühös ember (Móricz Zsigmond Színház, 2009)[22]
- Stanisława Przybyszewska, Balogh Géza: A Danton-ügy (Stúdió K Színház, 2010)[23]
- John Ford: Kár, hogy kurva (Pesti Magyar Színház, 2010)[24]
- Lázár Ervin: Szegény Dzsoni és Árnika (Móricz Zsigmond Színház, 2011)[25]
- Csehov, Morcsányi Géza: Jelenetek a vidéki életből (Ványa bácsi) (Stúdió K, 2011)[26]
- Játsszuk azt, hogy... ALMA (Nagy András Alma című műve alapján, Jelenlét Színház, Szkéné Színház, kassai Thália Színház, 2014)[27]
- Carlo Goldoni: A kávéház (veszprémi Petőfi Színház, 2014)[28]
- Reginald Rose, Hamvai Kornél: Tizenkét dühös ember (Vörösmarty Színház, 2015)[29]
- A hold foglyai (Szerb Antal: Utas és holdvilág című regénye és Forgách András: Holdvilág és utasa című színpadi adaptációja alapján, Gyulai Várszínház, Maladype Színház, 2014)[30]
- Nick Dear: Frankenstein (Peter Handke, Jacob Wassermann, Martin Františák és Pilinszky János szövegeinek felhasználásával, Pesti Magyar Színház, 2015)[31]
- Szálinger Balázs: Köztársaság (a Köztársulás és a Zsámbéki Színházi Bázis koprodukciója, 2016)[32][33]
- Hans Christian Andersen meséje nyomán: A Hókirálynő ösvényén (felnőttmese, 2017)[34]
- Znajkay Zsófia: Rendezői változat (felolvasószínház a Nyílt Fórum keretein belül, Pécsi Országos Színházi Találkozó, 2017)[35]
- Lars von Trier: A főnökök (komédia, Móricz Zsigmond Színház, 2017)[36]

### Felolvasószínházi művei
- A század gyermekei (felolvasószínház Alfred de Musset szövegei alapján, Sufni G’ART’N Sötétkamra színpad, 2012)[37][38]
- Sámánének (autentikus indián szövegek és Jim Morrison versei alapján, 2012)[39]
- VLADVISZOCKIJ – egy szerelem margójára (Vlagyimir Viszockij, Marina Vlady, Puskin és mások szövegei alapján, 2012)[40]
- A Bolyongó és a Kővendég (Puskin Don Juan kővendége és Wagner A bolygó hollandi című művei alapján, 2012/2013)[41]
- A Giacomo Casanova-hatás (Casanova, Márai Sándor és Arthur Schnitzler írásai alapján, Bajor Gizi Színészmúzeum, 2013)[42]
- A gyanú éjszakája (Calude Sautet Őrizetbevétel című filmje alapján, pszicho-thriller, Szimpla Kert, 2013;[43] Jászai Mari Színház, Antré-estek, 2016)[44]
- Ha egy éjszakán két utazó (apokrif álomnapló két hangra, Italo Calvino és Méliusz József írásai alapján, 2013)[45]
- A Hold lovagja (Cyrano-variációk) (Edmond Rostand Cyrano-szövegei, Juliette Drouet levelei és francia sanzonok alapján, 2014)[46][47]
- Piknik (a Sztrugackij-fivérek Piknik az árokparton című regénye és Andrej Tarkovszkij Stalker című filmje, valamint Aszenyij Tarkovszkij versei alapján, Jászai Mari Színház, Antré-estek, 2016)[48]
- Frida (felolvasószínházi fantázia Frida Kahlo írásai valamint Lorca szövegei alapján, Zsámbéki Színházi Bázis, 2017.)[49]

### Fordítóként
- Carlo Goldoni: Mirandolina (Valló Péterrel, 2000)[50][51]
- Christopher Hampton: Az emberbarát (polgári komédia két részben, 2000)[17][52]
- Shakespeare: Rómeó és Júlia (Koltai M. Gáborral, 2002)
- John Kander – Fred Ebb – Bob Fosse: Kabaré (musical, 2009)[53]
- Warren Adler: A rózsák háborúja (az azonos című regény és film szerzőjének eredeti színpadi változata, Tucker Andrással, 2012)[54]
- Carlo Goldoni: A kávéház (2014)[28]

### Íróként
- Dühöngő (író-dramaturg John Osborne Dühöngő ifjúság című műve alapján, Merlin Színház Fantom csoport, 2003)[55]
- Tempefői (Koltai M. Gáborral, 2005)
- Jászai (monodráma Jászai Mari naplói, levelei és egyéb írásai alapján, 2012)[56]
- A Giacomo Casanova-hatás (lakásszínházi montázs Casanova, Márai Sándor, Arthur Schnitzler írásai és Federico Fellini filmje alapján, Kuglerart Galéria, 2016)[57]
- A név: Carmen (feldolgozás a Prosper Mérimée-kisregény alapján, Móricz Zsigmond Színház, 2017)[58]
- Frida Kahlo balladája (a Zsámbéki Színházi Bázis és az Anyaszínház produkciója, Zsámbéki Művelődési Ház, 2017)[59]

#### Kulturális és ismeretterjesztő útikönyvei
- Velence útvesztői – Hét séta és egy város (Saxum Kiadó, 2014)[60]
- Tékozló Párizs – Városnapló öt tételben (Saxum Kiadó, 2016)[61]
- A fény felé – Kalandozások Normandiában és Bretagne-ban (Saxum Kiadó, 2018)[62]

## Rendezései
- Alexandre Dumas: Kaméliás (Thália Színház, 2010)
- Ezerrel – Guillaume Dépardieu és Jean-Marc Fogiel beszélgetései (szerkesztő-rendező, hangoskönyv, Saxum Kiadó, 2011)[63]
- Ennyi (Jean-Marc Fogiel Ezerrel című interjúkötete alapján Fantom Csoport, Sirály, 2011)[64]
- Warren Adler: A rózsák háborúja (fordító, Szabad Tér Színház, 2012)[65]
- A század gyermekei (felolvasószínház, Sufni G’ART’N Sötétkamra színpad, 2012)[37][38]
- Viripajev: Illúziók (felolvasószínház, Jászai Mari Színház, Antré-estek, 2016)[66]
- Mohácsi István: Francia rúdugrás (felolvasószínház, Jászai Mari Színház, Antré-estek, 2016)[66]
- Joanna Owsianko, Pászt Patrícia: Tiramisu (felolvasószínház, Jászai Mari Színház, Antré-estek, 2016)[67]
- Hans Christian Andersen meséje nyomán: A Hókirálynő ösvényén (felnőttmese, Hunnia Bisztró, 2017)[34]
- Sediánszky Nóra: A név: Carmen (Móricz Zsigmond Színház, 2017)[58]

## Díjai, elismerései
- II. Debreceni DESZKA Fesztivál Ady-zsűri oklevél (Jászai, 2008.)[68]
- FŐNIX-Tojás díj közönségszavazás – 2009–2010. színházi évad legjobb előadása (Tempefői, 2010)[19]